# Jürgen Debus
Jürgen Debus (* 25. März 1939 in Tenkitten) ist ein deutscher Politiker (SPD).

## Leben
Nach der Vertreibung der Familie besuchte er die Volksschule in Holtum (Geest) (Niedersachsen), das Domgymnasium Verden und ab 1957 das Schillergymnasium Münster, wo er 1960 sein Abitur machte. Danach studierte er Philosophie, Soziologie, Volkswirtschaftslehre und Politikwissenschaften an den Universitäten Münster und Bochum. 1967 bis 1971 war er wissenschaftlicher Mitarbeiter am Zentralinstitut für Raumplanung an der Universität Münster und 1971 wissenschaftlicher Angestellter an der Universität Trier. 1999 wurde er Geschäftsführer der
Rheinland-Pfälzischen Gesellschaft für Immobilien und Projektmanagement (RIM) und 2003 Projektmanager bei der Investitions- und Strukturbank GmbH.

## Politik
Debus wurde 1972 Mitglied der SPD. 1975 wurde er Vorsitzender des SPD-Stadtverbands Konz. 1983 wurde er stellvertretender Vorsitzender des SPD-Unterbezirks Trier, wo er 1987 zum Vorsitzenden gewählt wurde. Kommunalpolitisch war er 1974 bis 1984 Mitglied und 1977 bis 1984 Fraktionsvorsitzender im Verbandsgemeinderat Konz und stellvertretender Vorsitzender des SPD-Kreisverbands Trier-Saarburg. 1979 wurde er Mitglied des Kreistags Trier-Saarburg und der Planungsgemeinschaft für die Region Trier. 
Vom 23. Februar 1987 bis zum 23. Mai 1991 gehörte er dem rheinland-pfälzischen Landtag an. Im Landtag war er Mitglied im Haushalts- und Finanzausschuss, Innenausschuss, der Enquete-Kommission »Finanzierung kommunaler Einrichtungen« und dem Interregionalen Parlamentarier-Rat an. 1991 bis 1994 war er Staatssekretär im Ministerium für Wirtschaft und Verkehr und 1994 bis 1996 Staatssekretär im Ministerium für Bildung, Wissenschaft und Weiterbildung.

## Ehrungen
- Verdienstorden des Landes Rheinland-Pfalz (2004)